# 전남 광주시의 국회의원

## 행정구역 변천
- 1945년 8월 15일 전라남도 광주부
- 1949년 8월 15일 전라남도 광주시
- 1955년 7월 1일 광산군 효지면·석곡면·극락면·서방면 편입
- 1957년 11월 6일 광산군 지산면·대촌면·서창면 편입
- 1963년 1월 1일 광주시 송석동·등룡동·학승동이 광산군 대촌면으로, 광주시 서호동·방하동·신호동이 광산군 서창면으로 환원
- 1973년 7월 1일 구제 실시로 동구·서구 설치

## 전남 광주시의 역대 국회의원 일람
| 대수         | 이름           | 소속정당   | 임기                               | 선거구역 |
| ------------ | -------------- | ---------- | ---------------------------------- | --- |
| 제1대        | 정광호(鄭光好) | 한국민주당 | 1948년 5월 31일 - 1950년 5월 30일  | 광주부 일원 |
| 제2대        | 박철웅(朴哲雄) | 무소속     | 1950년 5월 31일 - 1954년 5월 30일  | 광주시 일원 |
| 제3대        | 정성태(鄭成太) | 무소속     | 1954년 5월 31일 - 1958년 5월 30일  | 광주시 일원 |
| 제4대        | 정성태(鄭成太) | 민주당     | 1958년 5월 31일 - 1960년 7월 28일  | 광주시 갑: 지원동 학1동 학2동 남금동 서석동 충금동 충수동 삼성동 방림동 양림동 백운동 월산동 서동 사구동 양1동 양2동                                                                     |
| 제4대        | 이필호(李弼鎬) | 민주당     | 1958년 5월 31일 - 1960년 7월 28일  | 광주시 을: 대의동 동명1동 동명2동 산수동 지산동 계림1동 계림2동 대금동 북동 유루동 임동 광천동 효죽동 서산동 신룡동 문화동 장운동 청옥동 충효동                                          |
| 제4대        | 박흥규(朴興奎) | 자유당     | 1958년 5월 31일 - 1960년 7월 28일  | 광주시 병: 봉주동 효덕동 송암동 상무동 동운동 유덕동 농성동 충의동 송석동 등룡동 학승동 방하동 서호동 신호동 우상동 본촌동 삼소동                                                        |
| 제5대 민의원 | 정성태(鄭成太) | 민주당     | 1960년 7월 29일 - 1961년 5월 16일  | 광주시 갑: 지원동 학1동 학2동 남금동 서석동 충금동 충수동 삼성동 방림동 양림동 백운동 월산동 서동 사구동 양1동 양2동                                                                     |
| 제5대 민의원 | 김용환(金容煥) | 민주당     | 1960년 7월 29일 - 1961년 5월 16일  | 광주시 을: 대의동 동명1동 동명2동 산수동 지산동 계림1동 계림2동 대금동 북동 유루동 임동 광천동 효죽동 서산동 신룡동 문화동 장운동 청옥동 충효동                                          |
| 제5대 민의원 | 이필선(李必善) | 민주당     | 1960년 7월 29일 - 1961년 5월 16일  | 광주시 병: 봉주동 효덕동 송암동 상무동 동운동 유덕동 농성동 충의동 송석동 등룡동 학승동 방하동 서호동 신호동 우상동 본촌동 삼소동                                                        |
| 제6대        | 정성태(鄭成太) | 민정당     | 1963년 12월 17일 - 1965년 6월 22일 | 광주시 갑: 대금동 충수동 대의동 동명1동 동명2동 계림1동 계림2동 산수동 지산동 남금동 충금동 삼성동 서석동 학1동 학2동 양림동 방림동 지원동                                               |
| 제6대        | 유수현(劉守鉉) | 정민회     | 1965년 11월 10일 - 1967년 6월 30일 | 광주시 갑: 대금동 충수동 대의동 동명1동 동명2동 계림1동 계림2동 산수동 지산동 남금동 충금동 삼성동 서석동 학1동 학2동 양림동 방림동 지원동                                               |
| 제6대        | 정래정(丁來正) | 민주공화당 | 1963년 12월 17일 - 1967년 6월 30일 | 광주시 을: 사구동 서동 양1동 양2동 월산동 농성동 백운동 봉주동 효덕동 송암동 유루동 북동 임동 광천동 동운동 유덕동 상무동 신용동 효죽동 서산동 장운동 청옥동 충효동 본촌동 우치동 삼소동 |
| 제7대        | 정성태(鄭成太) | 신민당     | 1967년 7월 1일 - 1971년 6월 30일   | 광주시 갑: 대금동 충수동 대의동 동명1동 동명2동 계림1동 계림2동 산수동 지산동 남금동 충금동 삼성동 서석동 학1동 학2동 양림동 방림동 지원동                                               |
| 제7대        | 정래정(丁來正) | 민주공화당 | 1967년 7월 1일 - 1971년 6월 30일   | 광주시 을: 사구동 서동 양1동 양2동 월산동 농성동 백운동 봉주동 효덕동 송암동 유루동 북동 임동 광천동 동운동 유덕동 상무동 신용동 효죽동 서산동 장운동 청옥동 충효동 본촌동 우치동 삼소동 |
| 제8대        | 정성태(鄭成太) | 신민당     | 1971년 7월 1일 - 1972년 10월 17일  | 광주시 갑: 대금동 충수동 대의동 동명1동 동명2동 계림1동 계림2동 산수동 지산동 남금동 충금동 삼성동 서석동 학1동 학2동 양림동 방림동 지원동                                               |
| 제8대        | 김녹영(金祿永) | 신민당     | 1971년 7월 1일 - 1972년 10월 17일  | 광주시 을: 사구동 서동 양1동 양2동 월산동 농성동 백운동 봉주동 효덕동 송암동 유루동 북동 임동 광천동 동운동 유덕동 상무동 신용동 효죽동 서산동 장운동 청옥동 충효동 본촌동 우치동 삼소동 |
| 제9대        | 김녹영(金祿永) | 민주통일당 | 1973년 3월 12일 - 1979년 3월 11일  | 광주시 일원(제1선거구) |
| 제9대        | 박철(朴澈)     | 민주공화당 | 1973년 3월 12일 - 1979년 3월 11일  | 광주시 일원(제1선거구) |

## 같이 보기
- 광산군의 국회의원
- 광주 동구의 국회의원
- 광주 서구의 국회의원